# 필리프 에베를레
필리프 루이 마리위스 에베를레(프랑스어: Philippe Louis Marius Heberlé, 1963년 3월 21일~)는 프랑스의 사격 선수로 주 종목은 소총이다. 1984년 하계 올림픽에서 남자 10m 공기소총 금메달을 획득했다.